# Ku Csao-hao
Ku Csao-hao (Gu Chaohao) (egyszerűsített kínai: 谷超豪) (Vencsou, 1926. május 15. – Sanghaj, 2012. június 24.) kínai matematikus. A Csöcsiang Egyetem (Zhejiang Egyetem)en diplomázott 1948-ban. A PhD fokozatát matematikából és fizikából szerezte meg a Moszkvai Állami Egyetemen 1959-ben. Leginkább parciális differenciálegyenletekkel, differenciálgeometriával és matematikai fizikával foglalkozott. A Futani Egyetem (Fudani Egyetem) alelnöke volt és 1988-tól 1993-ig a Kínai Műszaki Tudományegyetem elnöki posztját is betöltötte. A Kínai Tudományos Akadémia 1980-ban a sorai közé választotta.